# KS Futsal Leszno
Klub Sportowy Futsal Leszno – polski klub futsalowy z Leszna, od sezonu 2019/2020 występujący w Futsal Ekstraklasie, najwyższej klasie rozgrywek w Polsce. W sezonie 2023/2024 awansował do finału Pucharu Polski w Futsalu uznając wyższość Piasta Gliwice. Sezon 2024/2025 zakończył zdobyciem brązowego medalu MP 
KS do ekstraklasy awansował po wygraniu rozgrywek grupy północnej I ligi w sezonie 2018/2019. Pierwszy sezon w najwyższej klasie rozgrywkowej klub ten ukończył na jedenastym miejscu w tabeli. W latach 2014–2017 przez trzy sezony klub występował w 2 Polskiej Lidze Futsalu (grupa wielkopolska). W sezonie 2016/2017 pod wodzą trenera Dariusz Pieczyński wywalczył awans do I ligi grupa północna oraz Halowy Puchar Województwa Wielkopolskiego. W sezonie 2018/2019 drużynę poprowadził nowy trener Tomasz Trznadel. Sezon zakończył się bezpośrednim awansem do Futsal Ekstraklasy. W sezonie 2023/2024 awansował do finału Pucharu Polski w Futsalu uznając wyższość Piasta Gliwice. Sezon 2024/2025 zakończył zdobyciem brązowego medalu MP.